# Thanatus setiger
Thanatus setiger là một loài nhện trong họ Philodromidae.
Loài này thuộc chi Thanatus. Thanatus setiger được Octavius Pickard-Cambridge miêu tả năm 1872.